# Daniel Seghers
Pour les articles homonymes, voir Seghers.
 (mai 2025).
Si vous disposez d'ouvrages ou d'articles de référence ou si vous connaissez des sites web de qualité traitant du thème abordé ici, merci de compléter l'article en donnant les références utiles à sa vérifiabilité et en les liant à la section « Notes et références ».
Daniel Seghers, né le 5 décembre 1590 à Anvers et mort le 2 novembre 1661  à Anvers, est un frère jésuite flamand, peintre et disciple de Jan Brueghel l'Ancien. Il est connu pour ses peintures de fleurs.

## Biographie
Seghers est né à Anvers, fils de Peeter Seghers. À la mort de son père en 1601, Daniel et sa mère s'expatrient à Utrecht où le jeune Daniel reçoit une éducation calviniste. De retour à Anvers en 1610 il est admis dans l'atelier de Jan Bruegel dont il devient le disciple et l'ami. Sous son influence il revient à la foi catholique et entre dans la Compagnie de Jésus comme frère en 1614.
Sa formation religieuse terminée il revient à Anvers où il renoue avec Jan Breugel et Pierre-Paul Rubens avec lequel il collabore pour la décoration de l'église Saint-Ignace d'Anvers (maintenant église Saint-Charles-Borromée). Sa spécialité est déjà la peinture de compositions florales.
Après un court séjour à Bruxelles (1624-25) il est envoyé à Rome pour se perfectionner auprès d'artistes italiens.
De retour à Anvers en 1627 il rouvre son atelier et se donne entièrement à son art. Quelque 200 tableaux sont connus, tous à dominante florale (sauf quelques paysages). Lorsque l'introduction de personnages était nécessaires ils étaient comme de pierre et toujours en arrière-plan, entourés d'une merveilleuse couronne de fleurs variées. Ses compositions comprenaient facilement jusqu'à une quinzaine de fleurs différentes (avec quelques papillons). Ses couleurs sont fraîches et claires sans être excessives. Son dessin est très soigneux.
Comme frère jésuite il travaille gratuitement et ses tableaux sont souvent offerts comme cadeaux à des personnages importants ou à des bienfaiteurs éminents des collèges jésuites. Ainsi on peut voir maintenant ses œuvres dans des églises et musées de Belgique, à Vienne, Dresde, Londres, La Haye et Madrid. Il s'en trouve également dans des collections privées.
Daniel Seghers meurt dans sa ville natale d'Anvers le 2 novembre 1661.

## Sélection d'œuvres
- Lamentations, huile sur toile, 85 × 64 cm, Dessau-Roßlau, Château de Mosigkau, Staatliches Museum
- Fleurs dans un vase de verre, 1635, huile sur bois, 81 × 54 cm, Toledo Museum of Art[1]
- Guirlande de fleurs, huile sur bois, 36 × 56 cm, Musée Old Masters, Bruxelles[2]
- Portrait d'un homme et décoration florale, cuivre, huile sur cuivre, 83 × 59 cm, Musée Old Masters, Bruxelles (Herrenbildnis von Gonzales Coques?)
- La Vierge, l'Enfant et Saint François Xavier, dans une couronne de fleurs avec Érasme Quellin II, 1645-1647, huile sur toile, 96 × 72 cm, Hambourg, Kunsthalle[3]
- Sainte Famille, dans une couronne de fleurs, huile sur bois, 83 × 55 cm. Vienne, Kunsthistorisches Museum. (Hl. Famille de Jan Boeckhorst?)
- Sainte famille, dans une couronne de fleurs, 1644, peinture sur cuivre, 87 × 62 cm. Karlsruhe, Kunsthalle. (Hl. Famille de Cornelis Schut?)
- Guirlande de fleurs avec l'apparition de la Vierge à l'Enfant à saint Léopold, 1647, huile sur cuivre, 120 × 99 cm, Montpellier, musée Fabre[4].
- Cartouche fleuri autour d'une image du Roi Guillaume III (1650-1702), vers 1660 ?, huile sur toile, 122 × 107 cm, Mauritshuis, La Haye[5]
- Relief en marbre avec le jeune Bacchus, huile sur bois, 46 × 68 cm. Munich, Alte Pinakothek.
- L'éducation de Marie, dans une couronne de fleurs, Worcester (USA), Worcester Arts museum.
- Fleurs, oiseaux et animaux, Narbonne, musée d'art et d'histoire de Narbonne
- Portrait de Nicolas Poussin, huile sur toile, 98 × 80 cm, Musée national de Varsovie[6]
- Guirlande de fleurs, huile sur toile, 129 × 97 cm, Musée des beaux-arts de Gand[7]
- Le Triomphe de l'Amour avec entourage de fleurs (avec Le Dominiquin), 134 × 110 cm, Musée du Louvre, Paris[8]
- Un Vase de fleurs, huile sur cuivre, 48 × 35 cm, Fitzwilliam Museum, Cambridge[9]

"
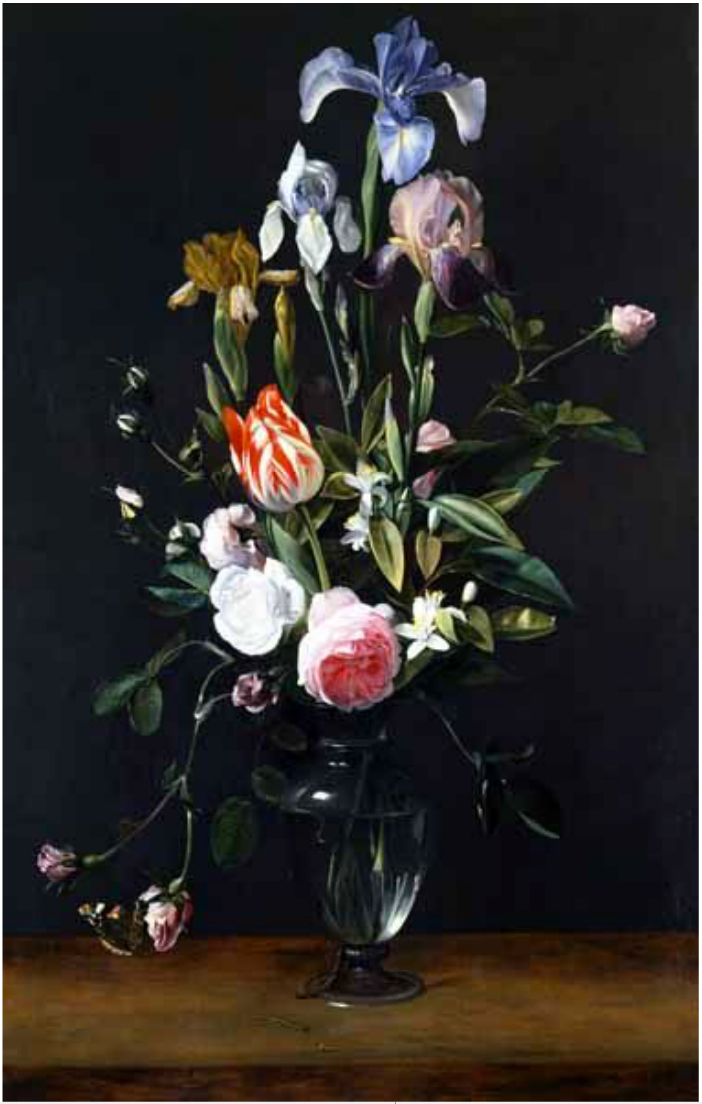
Vase de fleurs Toledo
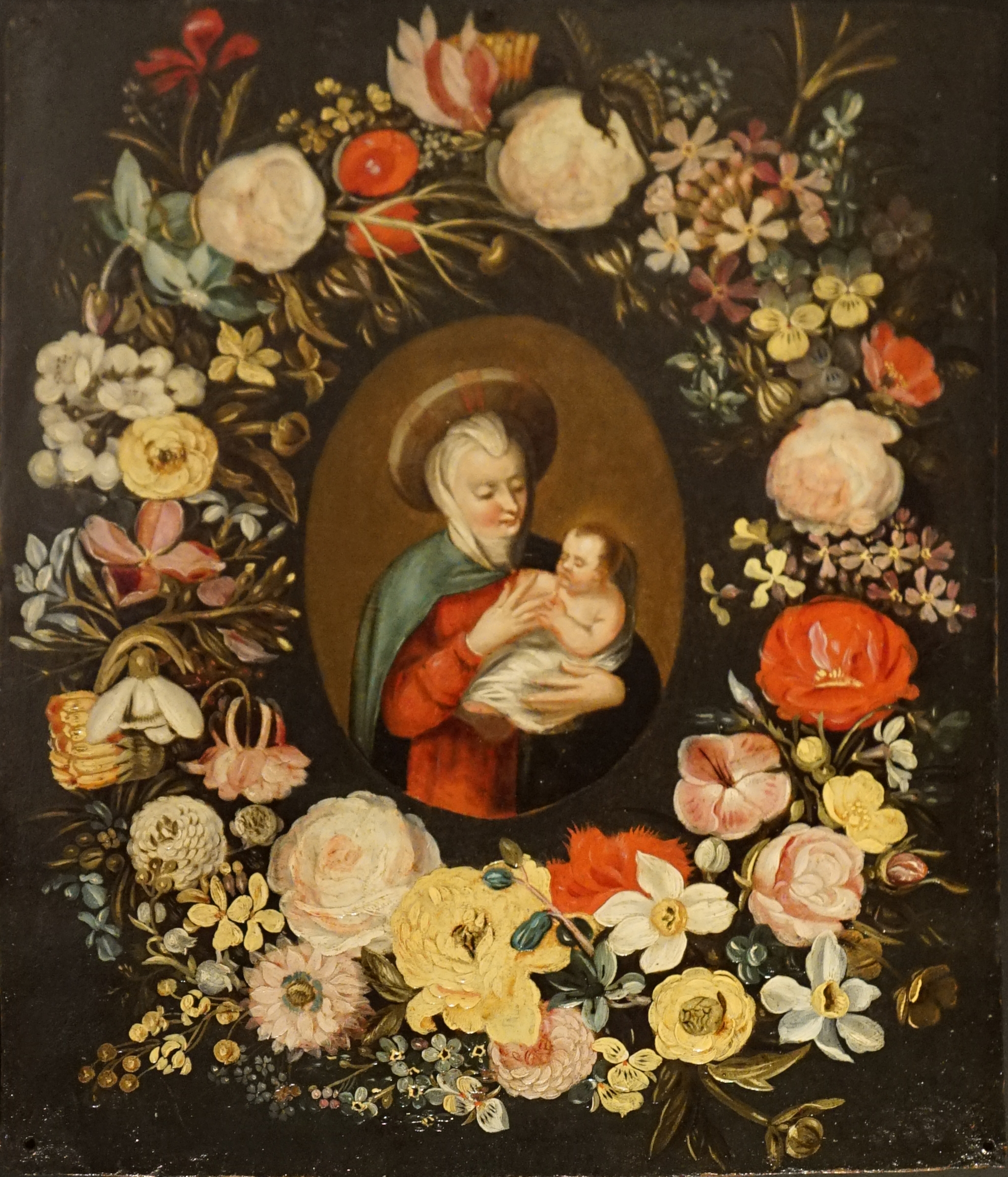
Vierge à l'enfant et fleurs Châlons en Champagne
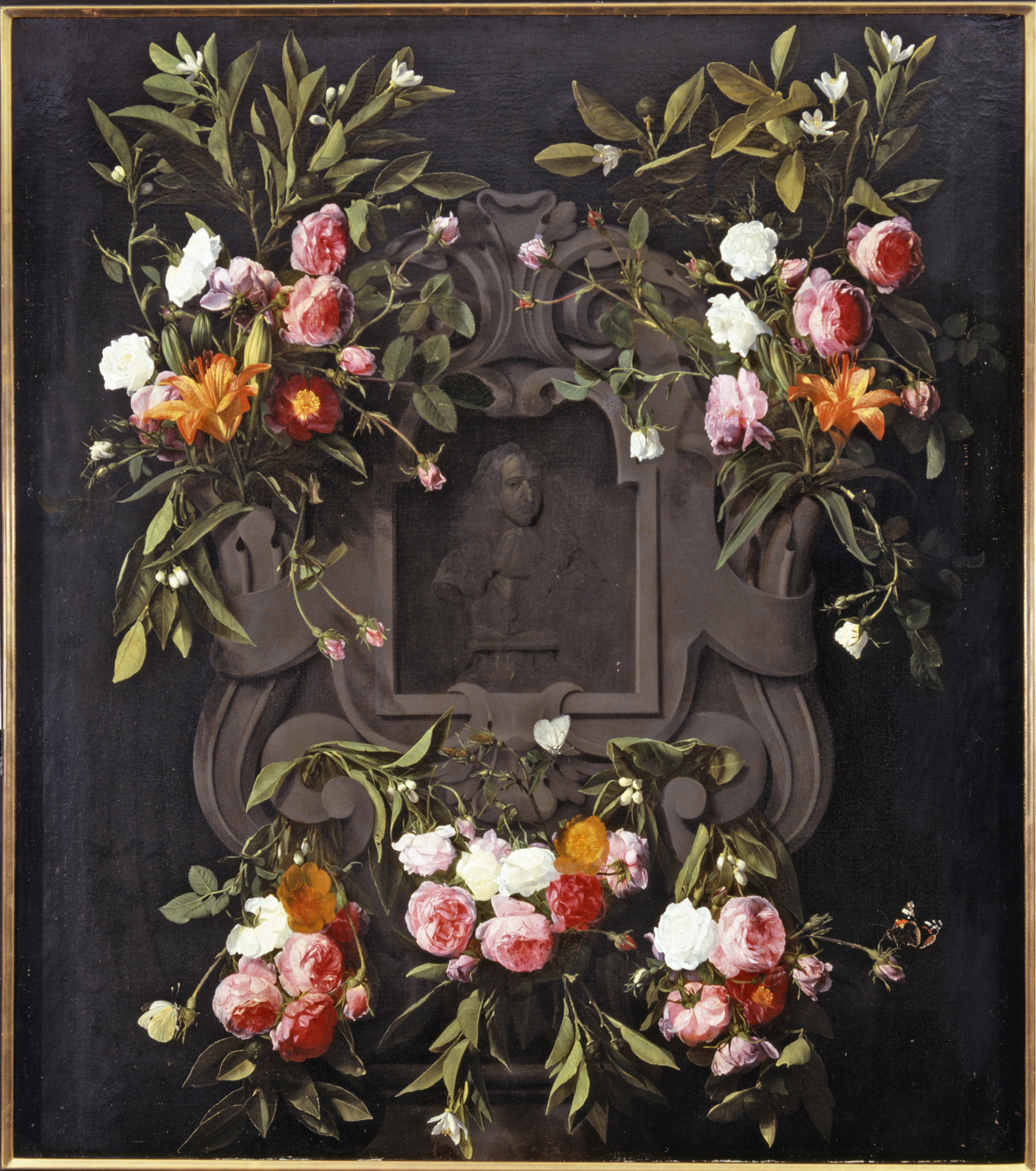
Guillaume III en cartouche vers 1660, Mauritshuis
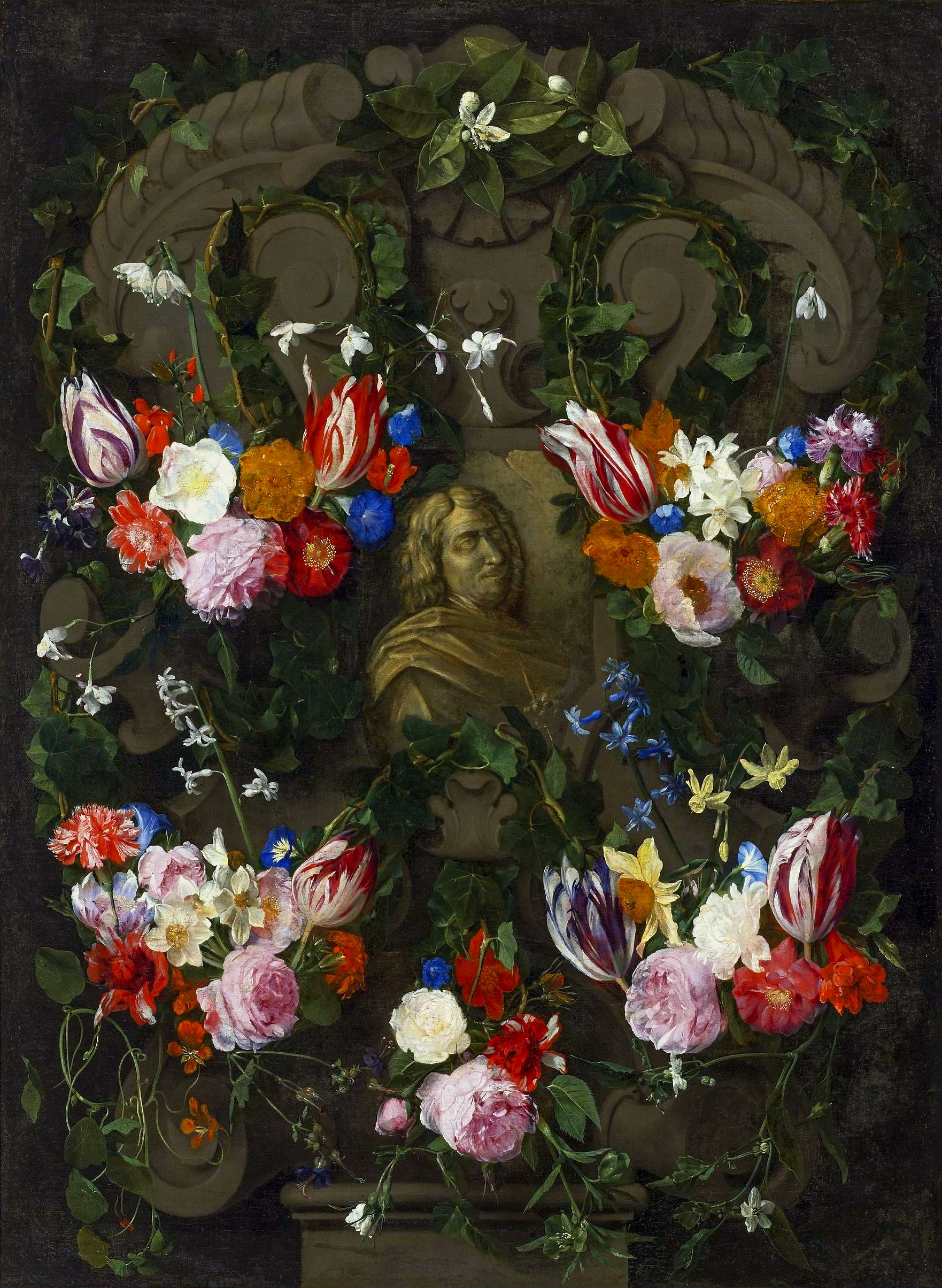
Nicolas Poussin Varsovie
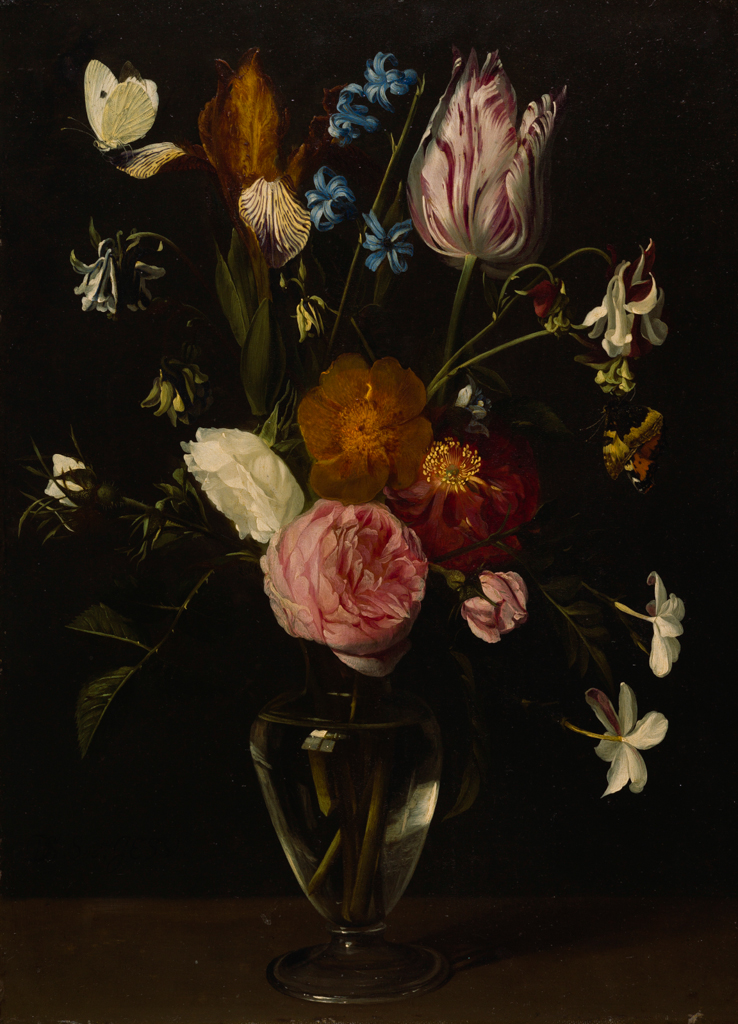
Vase de fleurs Fitzwilliam Museum
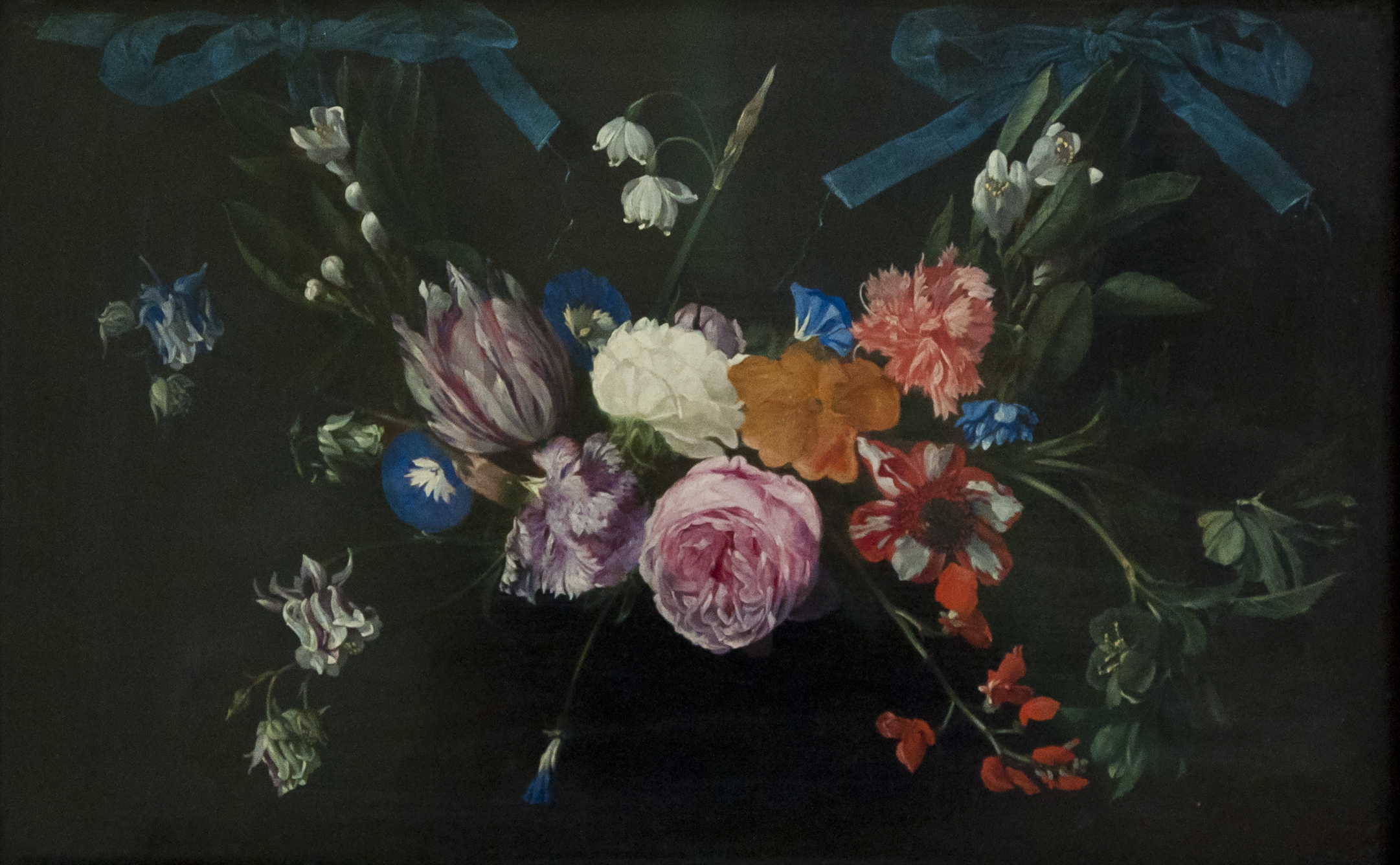
Guirlande de fleurs Bruxelles